# Blues Pills (album)
Blues Pills je studiové debutové album švédské rockové hudební skupiny Blues Pills. Vydáno bylo 25. července 2014 prostřednictvím vydavatelství Nuclear Blast. Jeho producentem byl švédský hudebník Don Alsterberg a přebal alba ztvárnil výtvarník Marijke Koger-Dunham.

## Seznam skladeb
Hudbu složil(i) Elin Larsson, Dorian Sorriaux a Zach Anderson, není-li uvedeno jinak. 
| Pořadí         | Název                        | Autor          | Délka |
| -------------- | ---------------------------- | -------------- | ----- |
| 1.             | High Class Woman             |                | 4:29  |
| 2.             | Ain't No Change              |                | 4:59  |
| 3.             | Jupiter                      |                | 4:07  |
| 4.             | Black Smoke                  |                | 5:09  |
| 5.             | River                        |                | 4:24  |
| 6.             | No Hope Left For Me          |                | 3:54  |
| 7.             | Devil Man                    |                | 3:07  |
| 8.             | Astralplane                  |                | 4:40  |
| 9.             | Gypsy (Chubby Checker cover) | Ernest Evans   | 3:09  |
| 10.            | Little Sun                   |                | 4:51  |
| Celková délka: | Celková délka:               | Celková délka: | 42:49 |

## Obsazení
- Elin Larsson – zpěv
- Dorian Sorriaux – kytara
- Zach Anderson – basová kytara
- Cory Berry – bicí, perkuse

Hosté
- Joel Westberg – perkuse

Technická podpora
- Don Alsterberg – produkce, mix
- Hans Olsson-Brookes – mastering
- Marijke Koger-Dunham – přebal alba
- Kiryk Drewinski – ilustrace